# Холден, Джон Роберт
Джон Ро́берт (Джей Ар) Хо́лден (англ. Jon Robert (J. R.) Holden; род. 10 августа 1976, Питтсбург, Пенсильвания) — американский и российский баскетболист, игравший на позиции разыгрывающего защитника. Заслуженный мастер спорта России (2007).

## Клубная карьера
Четыре года Холден проучился в Бакнеллском университете, был игроком университетской баскетбольной команды «Бакнелл Байсон». В последние два сезона в студенческом чемпионате он набирал в среднем за игру 17,8 и 18,1 очков. На драфте НБА 1998 года Холдена не выбрал ни один клуб. Вскоре финский агент устроил для него просмотр в рижском клубе «Броцены», с которым Джон Роберт вскоре заключил контракт со скромной зарплатой 400 долларов в неделю. Он вспоминал впоследствии, что сперва не смог даже отыскать Латвию на карте и совершенно ничего не знал об этой стране. Его соотечественник Ларри Дэниелс, также игравший за «Броцены», помог Холдену устроиться в Риге. Холден хорошо показал себя в единственном сезоне в составе рижского клуба, в котором он помог ему в очередной раз выиграть чемпионат Латвии.
В 1999 году он перешёл в бельгийский «Телиндус Остенде», за который отыграл два сезона. В матче сезона 2000/2001 его клуб играл в Супролиге против белградского «Партизана», и Холден проявил себя, набрав 30 очков. Тогда на Джона Роберта обратил внимание Владе Дивац, выступавший в НБА за «Сакраменто Кингз», но являвшийся при этом президентом «Партизана», и предложил перейти в белградский клуб. Переход в итоге не состоялся. Холден стал в Бельгии чемпионом и обладателем национального кубка, а летом 2001 года покинул «Остенде».
Следующим клубом в европейской карьере Холдена стал афинский АЕК. Тренер Драган Шакота вспоминал, что американец был лишь одним из кандидатов на место в команде, но именно его сочли наиболее полезным приобретением. В греческом клуба Холден стал незаменимым игроком, который мог проводить на площадке 35-40 минут, не уставая. По словам Шакоты, Джона Роберта отличала огромная скорость и желание бороться, которыми он полностью компенсировал невысокую точность бросков с дальней дистанции и небольшое число отданных передач. В сезоне 2001/2002 АЕК с Холденом в составе сумел прервать многолетнюю гегемонию «Панатинаикоса» и выиграть чемпионат Греции.
21 августа 2002 года Холден подписал трёхлетний контракт с ЦСКА: генеральный директор клуба Сергей Кущенко заявил, что команда выбирала между Ариэлом Макдональдом и Джоном Робертом Холденом, выбрав последнего не только в силу молодости, но и большей мотивации. В первом сезоне он помог своему новому клубу выйти в финал четырёх Евролиги, а в следующие семь лет ЦСКА с Холденом в своём составе неизменно достигал этой стадии, дважды при этом выиграв главный баскетбольный турнир Европы.
16 июня 2011 года после победы в очередном чемпионате России объявил о завершении карьеры.

## Выступления за сборную
20 октября 2003 года президентом России Владимиром Путиным был подписан указ о приёме в гражданство Российской Федерации Джона Холдена как лица, обладающего профессией либо квалификацией, представляющими интерес для Российской Федерации. Ценз оседлости в этом случае снижается до одного года. Вместе с тем Холден сохранил гражданство США.
Первый в истории чернокожий баскетболист сборной России по баскетболу. Выступал за сборную России на чемпионате Европы 2005 и 2007 годов и Олимпийских играх 2008 года.
16 сентября 2007 года забросил решающие 2 очка в финальном матче чемпионата Европы 2007 года в корзину сборной Испании, принеся России титул чемпиона Европы-2007.

## Достижения
- Чемпион Единой лиги ВТБ 2009/2010
- Обладатель Промокубка Единой лиги ВТБ 2008
- Чемпион Европы 2007
- Девятикратный чемпион России (2002/03, 2003/04, 2004/05, 2005/06, 2006/07, 2007/08, 2008/09, 2009/10, 2010/11)
- 4-кратный обладатель Кубка России (2005, 2006, 2007, 2010)
- чемпион Евролиги (2005/06, 2007/08)
- Чемпион Греции-2001/2002
- Чемпион Бельгии-2000/2001
- обладатель Кубка Бельгии-2001
- Чемпион Латвии −1999/2000
- MVP (Самый полезный игрок) «Финала четырёх» Единой лиги ВТБ в сезоне 2009/2010
- участник Матча Всех Звёзд Бельгии-2001
- участник Матча Всех Звезд Греции-2002
- участник Матча всех звёзд ПБЛ 2011
- выбран в первую пятёрку чемпионата Латвии-98/99
- В рамках премии «Золотая подкова» один раз получил «Бронзовую подкову» (2005)
- выбран в первую пятёрку Euroleague All-Decade Team (символическая сборная лучших игроков Евролиги за 2001—2010 гг)[7].
- Первый игрок в истории Евролиги, который сыграл 200 матчей (21 октября 2010 года в матче против Милана)[8].

## Награды и звания
- Заслуженный мастер спорта России
- Орден Дружбы (16 марта 2007) — за большой вклад в развитие физической культуры и спорта, высокие спортивные достижения[9]